# Hévillers
Hévillers [evilɛʁs] (en wallon Éviyé [evœle]) est une section de la commune belge de Mont-Saint-Guibert située en Région wallonne dans la province du Brabant wallon. C'était une commune à part entière avant la fusion des communes de 1977.
Marquée par l'accroissement du nombre d'habitations, la localité conserve néanmoins une âme villageoise, fortement appréciée par les nouveaux résidents.

## Démographie
- Sources:INS, Rem:1831 jusqu'en 1970=recensements, 1976= nombre d'habitants au 31 décembre

## Patrimoine et culture

### Patrimoine architectural
Le patrimoine local est principalement constitué par :
- l'église Sainte-Gertrude de Hévillers (XVIIIe siècle) possédant un beau mobilier : orgues du XVIIIe siècle, confessionnaux baroques, banc de communion de 1760, etc. ;
- le château de Bierbais entouré d'un vaste parc ;
- le donjon de Bierbais (XIIe et XIIIe siècles) ;
- les Orangeries de Bierbais (1828) ;
- le presbytère de 1780 ;
- La tour d'Alvaux (XIIe siècle) ;
- quelques très belles fermes.

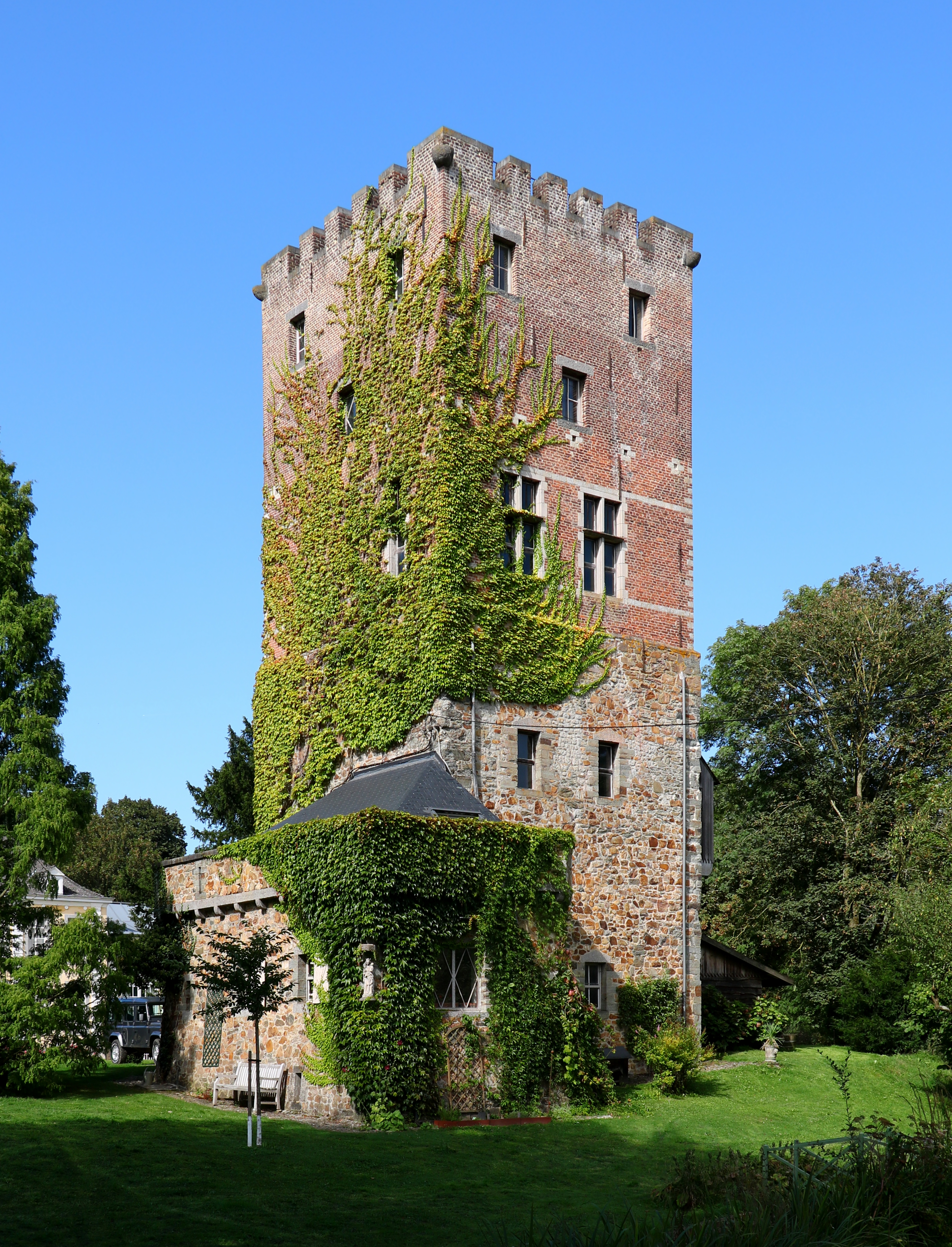
Donjon de Bierbais.
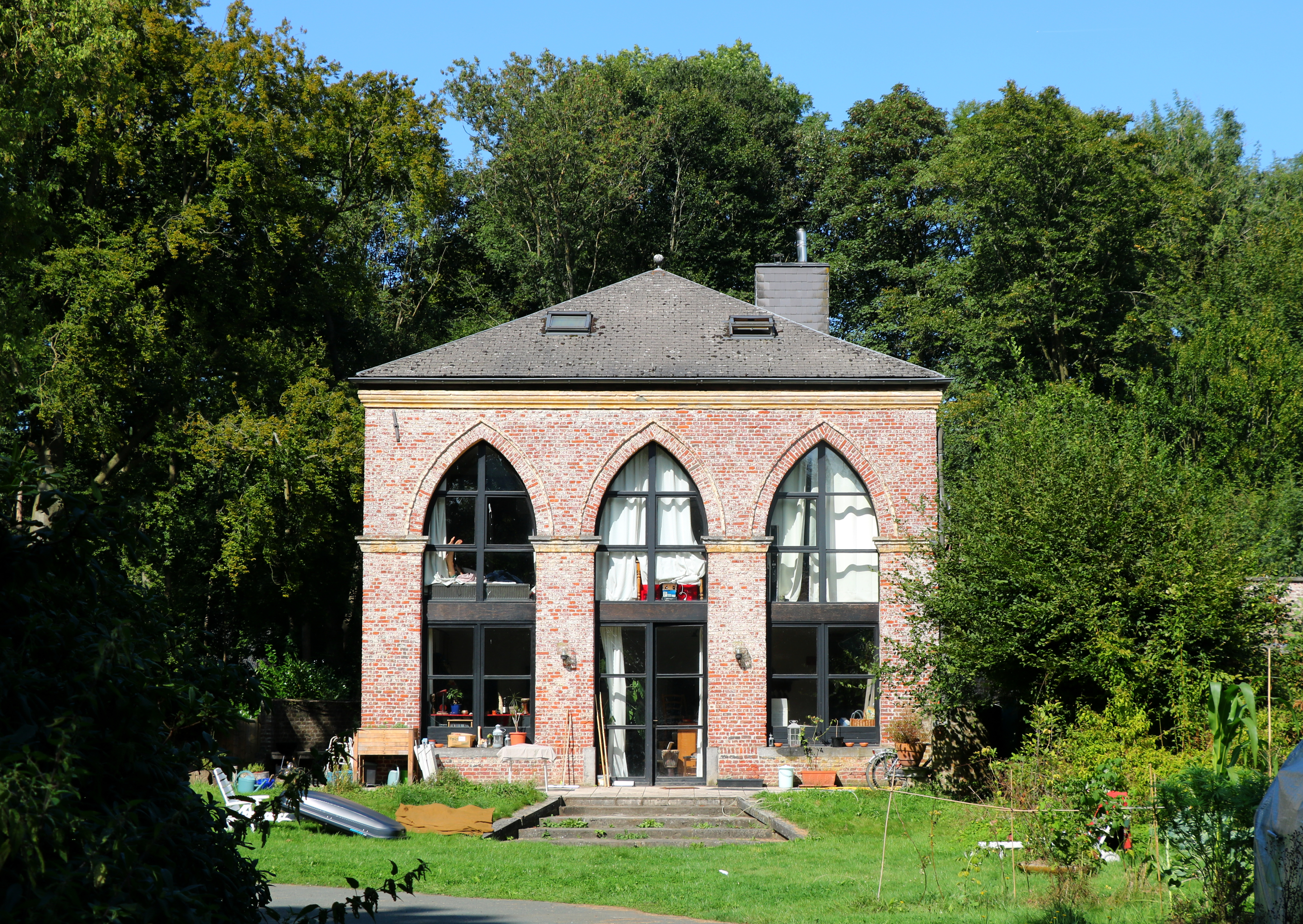
Orangeries de Bierbais : orangerie occidentale.
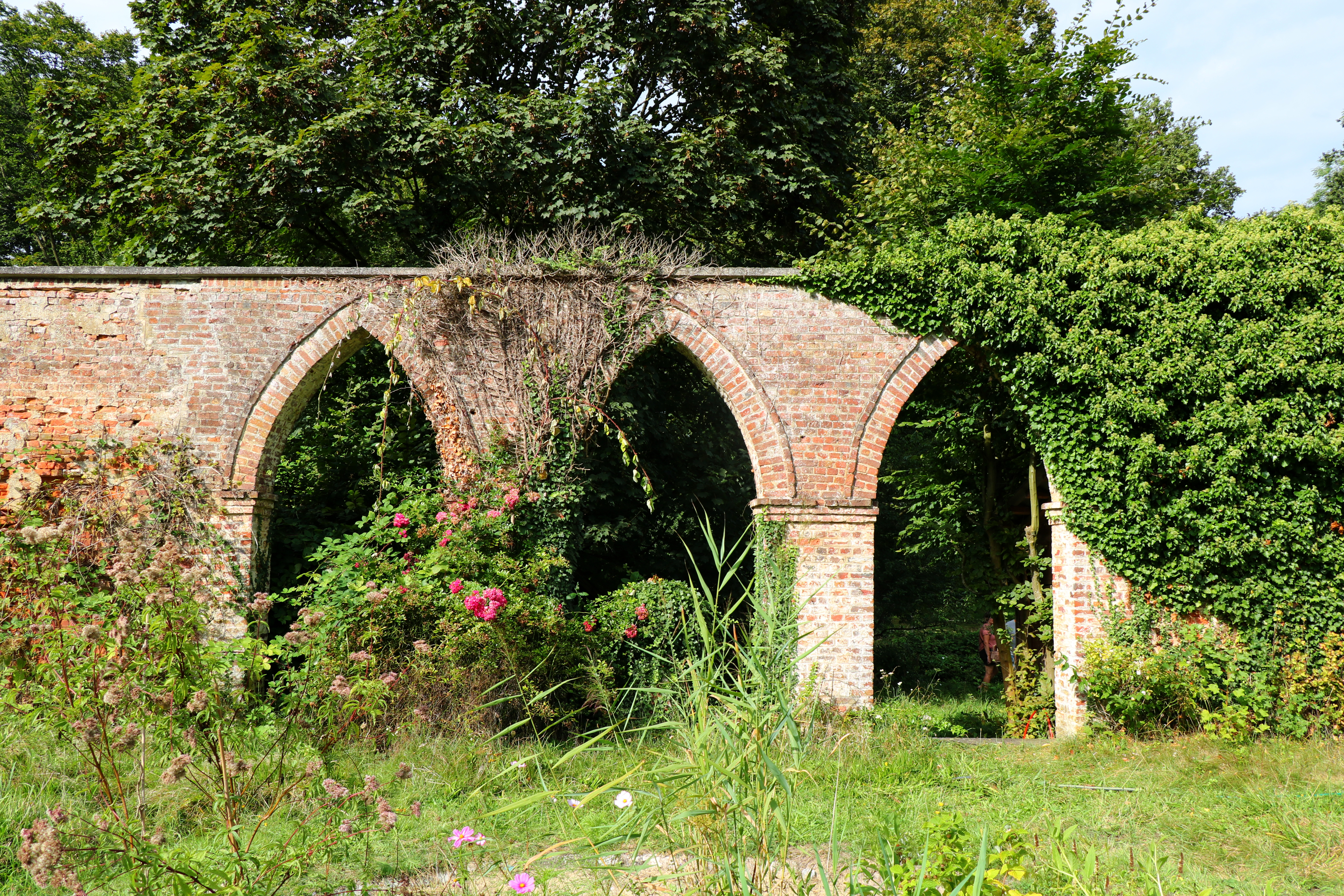
Orangeries de Bierbais : arcades centrales.
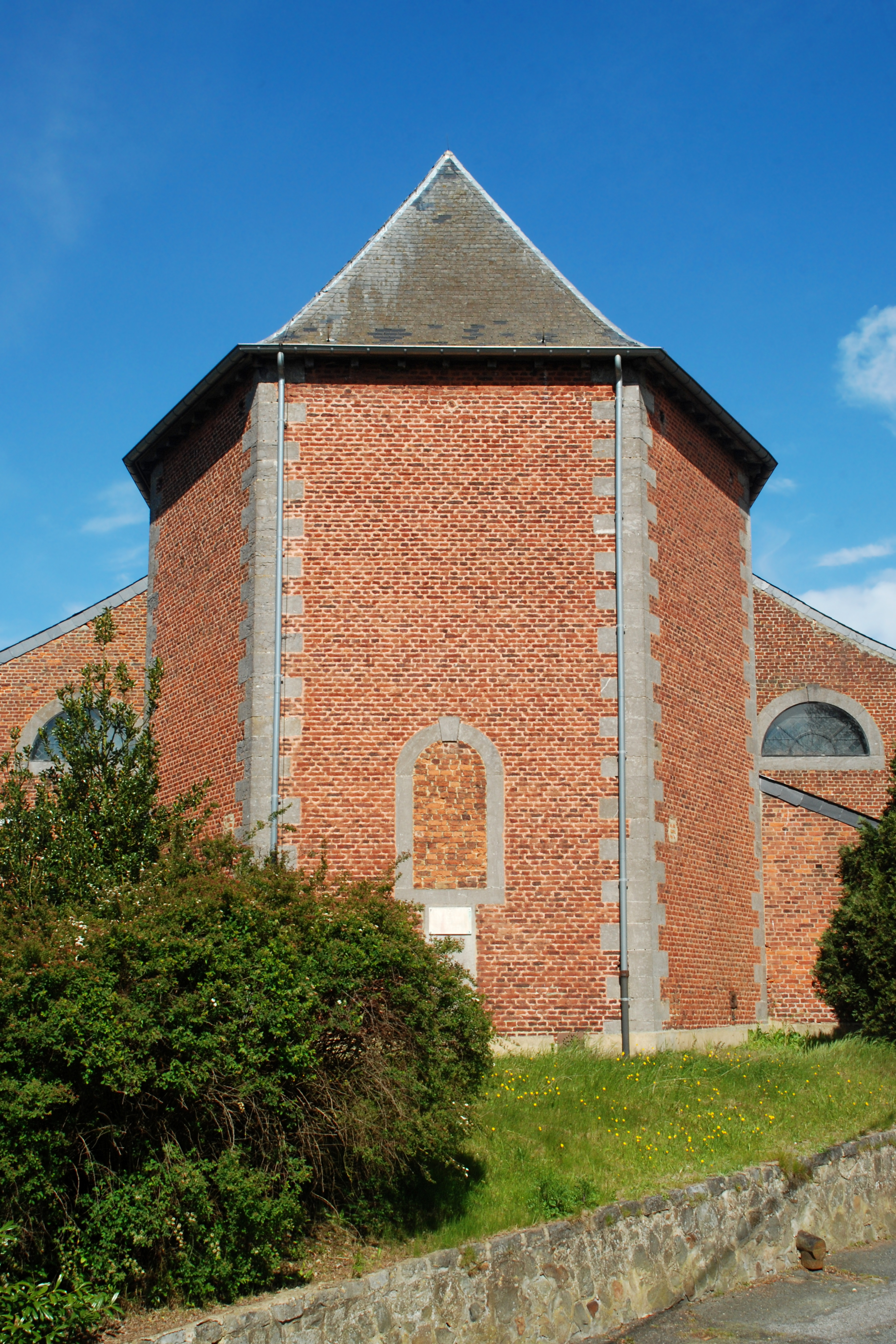
Église Sainte-Gertrude.